# Frasin
Frasin là một thị trấn thuộc hạt Suceava, România. Dân số thời điểm năm 2002 là 6558 người.